# Сластиха (Нижньогородська область)
Сластиха (рос. Сластиха) — присілок в Бутурлинському районі Нижньогородської області Російської Федерації.
Населення становить 15 осіб. Входить до складу муніципального утворення Уваровська сільрада.

## Історія
Від 2009 року входить до складу муніципального утворення Уваровська сільрада.

## Населення
| 2002 | 2010 |
| ---- | ---- |
| 9    | ↗15  |